# REVA

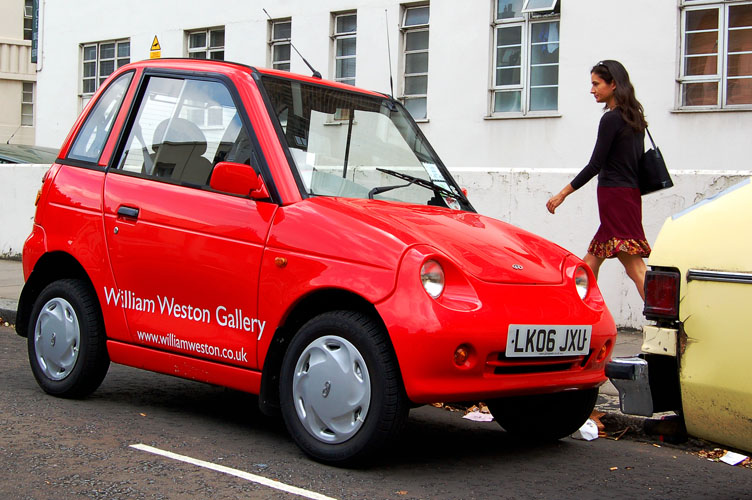
Reva i visto de frente.

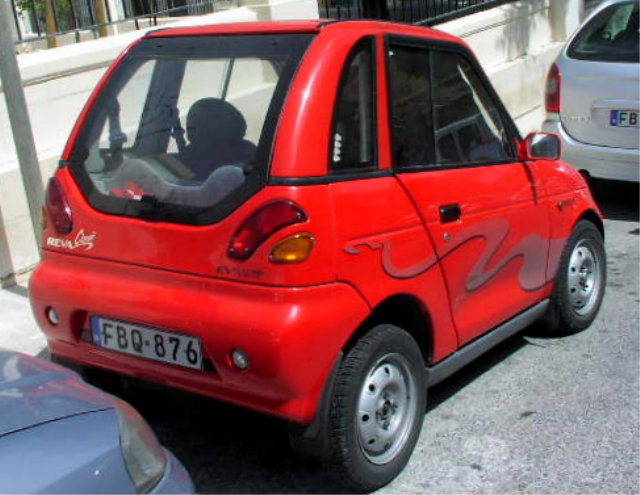
Reva color rojo.

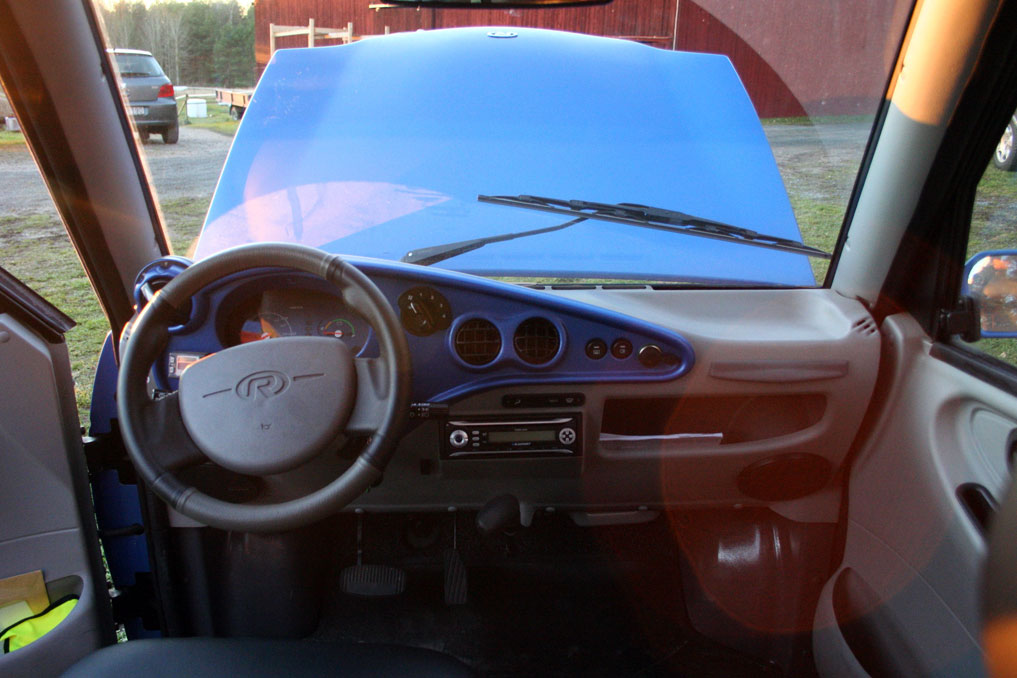
Vista del tablero interior.

REVA (REVA G-Wiz en algunos mercados) es un vehículo eléctrico diseñado para ser utilizado como automóvil urbano.

## Prestaciones
El Reva-i es un vehículo pequeño de 3 puertas que mide 2630 mm de largo, 1330 mm de ancho y 1610 mm de alto. 
En el vehículo caben dos pasajeros adultos delante y dos menores detrás, aunque el vehículo está homologado para llevar 3 adultos. Los asientos traseros pueden también plegarse para aumentar el espacio de carga. Su distancia al suelo es de 150 mm. Radio de giro: 3503 mm
Está pensado para ser utilizado en ambientes urbanos de distancias cortas y es particularmente adecuado para tráfico congestionado.
El máximo peso de pasajeros más carga es de 386 kg.
Tiene una velocidad máxima de 78 km/h y un rango (autonomía) de hasta 120 km para el modelo con baterías de ion de litio.

## Modelos
Se presenta en dos modelos, el Reva i con baterías de plomo y ácido que posee 8 baterías de 6 V / 195 Ah de plomo ácido, conectadas en serie para formar 48 V con 195 Ah, es decir 9,3 kWh, con una potencia máxima de 12 kW(16 CV).
El otro modelo es el Reva L-ion con baterías de ion de litio de 51 V - 190 Ah, es decir 9,7 kWh que además son 100 kg más livianas que las anteriores y entregan una potencia mayor (14,5 kW), por lo que la aceleración del Reva L-ion es sensiblemente mayor

## Coste de operación y precio
En 2008 el precio de venta en el Reino Unido, donde se vende bajo el nombre de G-Wiz i, era de aproximadamente £8.000 (€8.500). El REVA también se vende en España y en Noruega. En Costa Rica fue puesto en venta en marzo de 2009; se vende por US$13 000, desde el año 2012 se ofrece una versión con baterías de Iones de Litio capaz de recorrer hasta 100 km por carga, esa versión cuesta alrededor de 25 500 USD En Chile se venderá por $6,7 millones (US$ 12.000).
El costo por kilómetro recorrido depende en gran medida de la tarifa eléctrica del lugar donde se recargue. Típicamente es de un tercio a un quinto del costo por kilómetro de un vehículo de gasolina equivalente. En la India el costo es de solo ₹0,4/km (40 paisas/km). Para calcular el costo local por kilómetro multiplicar el costo del kWh local (¤/kWh) por 9,6 (capacidad de las baterías en kWh) y dividirlo en 80 (autonomía en km).

## Tecnología
Incorpora:
- Baterías colocadas debajo de los asientos delanteros.
- Un motor de inducción AC con 14,5 kW (19 Hp) de potencia máxima.
- Un controlador de motor capaz de controlar las corrientes de hasta 350 A que puede llegar a dar el frenado regenerativo.
- Cargador de baterías incorporado, para conexión domiciliaria estándar 230 V

Lo fabrica Reva Electric Car Co, en Bangalore, India.

## Distribuidores
- India
- Costa Rica
- Noruega
- Chipre
- Irlanda
- Malta
- España: Emovement
- Reino Unido: GoinGreen
- Australia
- Bélgica: Green Mobil
- Finlandia
- Japón